# A10-es autópálya (Románia)
Az A10-es autópálya (románul: Autostrada A10) autópálya Románia északnyugati részén, Erdély közepén, amely a romániai A1-es és A3-as autópályákat köti össze.

## Története

### Építés
Hossza 70 km, költsége 560 millió euró volt, amelynek 85%-át az Európai Unió, 15%-át a román állam fedezte. Az autópálya négy szakaszban valósult meg:
A CNAIR tervei szerint az építési munkák 2014 tavaszán kezdődtek és 2016-ban kellett volna véget érjenek. Több határidő-hosszabbítás után az építési vállalkozók a pályázatokat 2013. október 1-ig tudták benyújtani. Az építési engedély megszerzése tovább halasztotta az átadást.
2018 januárjában a CNAIR minőségi kifogások miatt nem vette át a Nagyenyed és Marosdécse között elkészült szakaszt. Miután egy 2 km-es szakaszt újra aszfaltoztak, 2018 július 30-án, átadták a Torda - Marosdécse és Marosdécse - Nagyenyed szakaszokat. Az átadott 29 km-ből, 26 km használható, további 3 km csak a következő szakasz átadása után lesz használható.
2020. december 3-án átadták a Gyulafehérvár–Szászsebes közötti csaknem 15 km-es szakaszt. A Nagyenyed–Gyulafehérvár-szakaszon az építkezés lassan haladt, a kivitelezők munkaerőhiányra hivatkoztak, valamint a szakaszon az egyik alvállalkozó pénzügyi problémái tovább lassították a munkálatokat. A szakasz átadására 2021 november 30-án került sor.

### Működés
2021-ben a CNAIR közbeszerzést írt ki több autópálya (A1, A3, A4, A10) pihenőhelyeinek haszonbérlet keretében történő kialakítására és működtetésére, de erre nem érkezett jelentkező. 2023 decemberében ezért új pályázatot írtak ki, ezúttal az A10-as nagyenyedi pihenőhelye mellett számos más szakasz és autópálya pihenőhelyeire kiterjedően.

## Nyomvonala
Érinti Szászsebes, Gyulafehérvár, Tövis, Nagyenyed és Torda településeket.
|    | Szakasz                                                    | Hossz (km) | Építő                                                           |
| -- | ---------------------------------------------------------- | ---------- | --------------------------------------------------------------- |
| 1. | Szászsebes–Gyulafehérvár-észak (Joruárka-patak) (kész van) | 17,0       | SC Impresa Pizzarotti & C SpA – SC Pomponio SRL                 |
| 2. | Gyulafehérvár-észak–Nagyenyed                              | 24,3       | Aktor SA - SC Euroconstruct Trading SRL                         |
| 3. | Nagyenyed–Marosdécse (kész van)                            | 12,45      | Tirrena Scavi SpA, Societa Italiana per Condotte d'Acqua S.p.A. |
| 4. | Marosdécse–Torda (kész van)                                | 16,3       | Porr Construct SRL, Porr Bau GmbH                               |

## Díjfizetés
Az A10-es autópálya használata teljes hosszában díjköteles. Az egységes matrica megvásárlása kötelező, amely érvényes a nemzeti utakra és az autópályákra egyaránt.

## Üzemeltetés és karbantartás
Az üzemeltetési és fenntartási tevékenységet jelenleg egy autópálya-mérnökség biztosítja:
- Tövisi központ a 26-os kilométerszelvényben
- Dombrói központ a 61-es kilométerszelvényben